# Windmühle (Ahorntal)

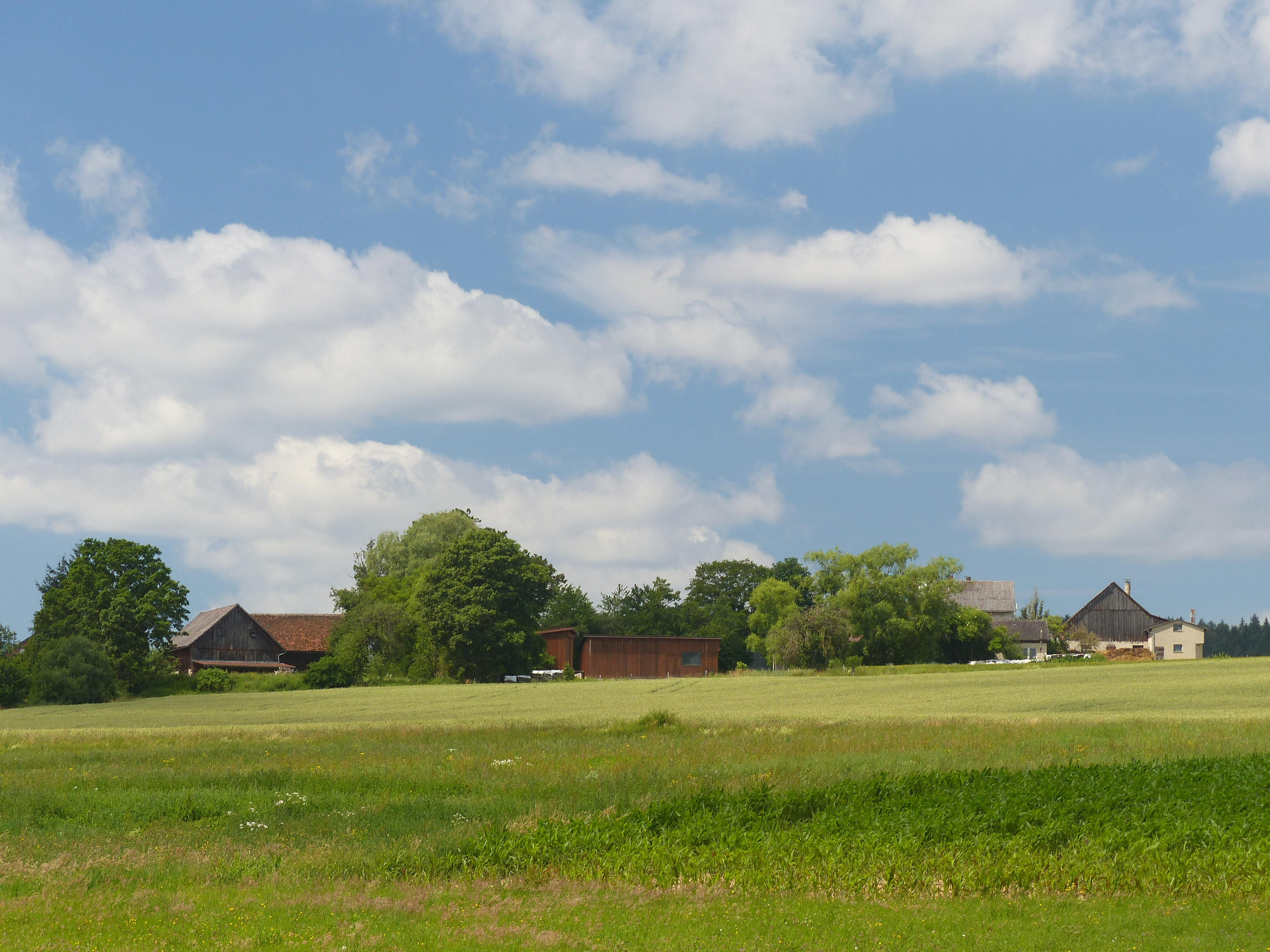
Ortsansicht der Einöde von Nordosten her gesehen

Windmühle ([ˈvɪntˌmyːlə] ) ist ein Gemeindeteil der Gemeinde Ahorntal im Landkreis Bayreuth (Oberfranken, Bayern). Windmühle liegt in der Gemarkung Kirchahorn.

## Geografie
Die Einöde im nordöstlichen Bereich der Fränkischen Schweiz ist etwa einen halben Kilometer von dem südsüdöstlich liegenden Ortszentrum von Kirchahorn entfernt.

## Geschichte
Bis zum Beginn des 19. Jahrhunderts hatte Windmühle in der Dorfmarkung von Kirchahorn gelegen, einem Territorium, das der Landeshoheit reichsunmittelbarer Adeliger unterstand. Diese hatten sich in dem zum Fränkischen Ritterkreis gehörenden Ritterkanton Gebürg organisiert, die für die Landeshoheit maßgebliche Dorf- und Gemeindeherrschaft wurde dabei von den Grafen von Schönborn ausgeübt. Die Hochgerichtsbarkeit stand den zum Hochstift Bamberg gehörenden Amt Waischenfeld als Centamt zu. Als die reichsritterschaftlichen Territorien in der Fränkischen Schweiz infolge des Reichsdeputationshauptschlusses mediatisiert wurden, wurde damit auch Windmühle unter Bruch der Reichsverfassung am 1. November 1805 vom Kurfürstentum Pfalz-Baiern annektiert. Damit wurde die damalige Einöde zum Bestandteil der bei der „napoleonischen Flurbereinigung“ in Besitz genommenen neubayerischen Gebiete, was erst im Juli 1806 mit der Rheinbundakte nachträglich legalisiert wurde.
Durch die Verwaltungsreformen im Königreich Bayern wurde die Windmühle mit dem Zweiten Gemeindeedikt im Jahr 1818 zum Bestandteil der Ruralgemeinde Kirchahorn. Im Zuge der Gebietsreform in Bayern wurde die Gemeinde Kirchahorn am 1. Januar 1972 ein Bestandteil der neu gebildeten Gemeinde Ahorntal.

## Verkehr
Eine von der Staatsstraße 2185 kommende Gemeindeverbindungsstraße läuft am westlichen Ortsrand vorbei und führt weiter nach Eichig. Der ÖPNV bedient die Einöde an einer Haltestelle der Buslinie 388 des VGN. Die am schnellsten erreichbaren Bahnhöfe befinden sich in Creußen, Schnabelwaid und Pegnitz. Der nächste Fernbahnhof ist der Hauptbahnhof in Bayreuth.